# Municipio de Wellington (Kansas)
El municipio de Wellington (en inglés: Wellington Township) es un municipio ubicado en el condado de Sumner en el estado estadounidense de Kansas. En el año 2010 tenía una población de 360 habitantes y una densidad poblacional de 4,53 personas por km².

## Geografía
El municipio de Wellington se encuentra ubicado en las coordenadas 37°15′20″N 97°25′27″O / 37.25556, -97.42417. Según la Oficina del Censo de los Estados Unidos, el municipio tiene una superficie total de 79.42 km², de la cual 79,37 km² corresponden a tierra firme y (0,06 %) 0,05 km² es agua.

## Demografía
Según el censo de 2010, había 360 personas residiendo en el municipio de Wellington. La densidad de población era de 4,53 hab./km². De los 360 habitantes, el municipio de Wellington estaba compuesto por el 94,72 % blancos, el 1,67 % eran afroamericanos, el 1,67 % eran amerindios, el 0,28 % eran asiáticos, el 0,28 % eran de otras razas y el 1,39 % eran de una mezcla de razas. Del total de la población el 2,78 % eran hispanos o latinos de cualquier raza.